# Rossau
Rossau (do 1999 úředně Roßau) bývalo po roce 1850 samotným vídepředměstím a dnes je městskou částí Vídně v 9. vídeňském okrese Alsergrund.

## Geografie
Rossau leží na východě Alsergrundu. Na východě Dunaj tvoří hranici okresů Brigittenau a Leopoldstadt, na severu sousedí s částí Alsergrundského okresu Althangrund a Thurygrund, na západě je sousední Alservorstadt. Na jihu Rossau sousedí s 1. okresem Innere Stadt. Hranice je vyznačena ulicemi Maria-Theressien-Straße, Liechtenstraße, Alseebachstraße a Dunajským kanálem. Rossau je desátým nejrozsáhlejším obvodem, avšak není zcela identický s dřívější samostatnou obcí.

## Historie

### Rossau ve středověku
Název Rossau je odvozen od pastvin a plavení koní, které dříve tahali lodě proti proudu. Původně se oblast Rossau jmenovala Oberes Werd. Werd či Wert (cena) byl středněhornoněmecký výraz pro ostrov, kde Rossau jako hraničící u ostrova s předměstím Leopoldstadt (Unteres Werd) jako Oberes Werd ležící mezi Dunajským kanálem a později přístavním ramenem.
Roku 1255 poprvé v papežské bule byl pojmenován kostel svatého Jana ve Werdu. Patřil k rybářské vesnici ležící mezi Dunajským kanálem mezi hradební zdí a současnou ulicí Berggasse v Oberen Werd. U důvodu bohatství ryb i zvěře v oblasti bylo v zájmu Werdů je vlastnit. Jindřich I. z Lichtenštejna († 1265) (držitel kláštera Klosterneuburg chtěl získat Oberen Werd, papežskou bulou z 1253 byl majetek přičleněn ke klášteru. Zatím co Liechtenstein Kahlenberg vrátil, zůstal však Obere Werd a pozdější Lichtental oddělený.
Při velkém požáru roku 1276 téměř celá Vídeň byla spálena, zničena byla také vesnice v Oberen Werd. Vesnice byla znovu vybudována a přičleněna ke klášteru augustiniánů. Tito přesídlili 1327 do Augustinerstraße a opuštěná budova byla přeměněna na nemocnici. Nemocnice byla pro neúspěch uzavřena. Roku 1360 budovu převzali karmelitáni a u dvora vybudovali chrám Páně. Kostel rybářského předměstí přetrval déle než farní kostel ve vesnici. Ves žila převážně z rybolovu, který byl však chudý v tom starém Dunajském rameni, jakož i v potoce, který protékal na Schottenpoint procházející přes dnešní Berggasse dolů.

### Rossau v novověku
Za prvního tureckého tažení a obléhání Vídně byla rybářská vesnice u Dunajského kanálu a všechny ostatní budovy vykradeny a vypáleny. Roku 1540 byl však vídeňskou městskou radou obnoven kostel sv. Jana. Kolem města byla nařízena k lepší obraně stavební uzávěra a především vybudován 90 metrů široký nezastavěný pruh pozemku. Před městskou branou středověká předměstí tedy definitivně zmizela. Roku 1547 byla v Rossau před Skotskou branou zřízena měšťanská střelnice, na které se cvičila střelba z kuší a pušek. Po císařském výnosu z roku 1632 byla plocha kolem hradeb rozšířena na 300 kroků, jako ochranné opatření se obětoval palác Schwarzenbergů a rybářská vesnička. Tím se zmenšilo území Rossau na rozsah mezi dnešní Berggasse a Alserbachstraße. Mimo jedné malé osady před městskou hradbou se střelnicí v Rossau však stále ještě překážela velká niva s loužemi, vodotečí a starým ramenem. Proto byla velká část oblasti využívána jen pro rybáře, voraře, pastviny a napajedla pro koně. Kvůli blízkosti města byla Rossau doceněna nyní šlechtici a měšťany pro výstavbu přechodných bydlišť a pro zámožné zajímavá pro zřizování zahrad. Také vídeňský starosta Daniel Moser si nechal zřídit zahradu mezi Rossauer Land a Hahngasse. Roku 1638 dvorní vojenský rada dal řádu servitů povolení postavit v Rossau klášter. Z toho důvodu vdova Laura Karharina Quattin poskytla stodolu pro přestavbu na kapli. Hlavním investorem pro postavení kostela byl císařský vojevůdce Ottavio Piccolomini (1599–1656), který ze zisku z prodeje statku v Čechách financoval novostavbu kostela i s klášterem. Po Piccolominiově smrti financoval Johann Tury dále stavbu kostela servitů. Roku 1666 mohla být v postavené hrubé stavbě konána první bohoslužba.
Roku 1850 se zde nachází nejstarší vídeňské popraviště, tudíž šibenice. V letech 1902 – 1904 byl v dnešní Rossau postaven policejní palác v Elisabethpromenade.

## Kultura a pamětihodnosti
Židovský hřbitov Rossau je nejstarší zachovaný hřbitov ve Vídni, zatímco synagoga v Müllnergasse při listopadových pogromech 1938 byla zničena. Kostel řádu servitů je jednou z významných pamětihodností Rossau.
V barokním paláci Liechtensteinů je umístěno Lichtenštejnské muzeum s uměleckými sbírkami, největšími na světě. V letech 1865–1868 postaveny rossauerské kasárna na jihovýchodě okresu, dnes mimo jiné je zde spolkové ministerstvo obrany a sportu. Ve čtvrti servitů se u kostela nachází budova divadla vídeňské činohry. V dřívější ordinaci a bytu Sigmunda Freuda v Berggasse 18 bylo roku 1971 otevřeno Muzeum Sigmunda Freuda. Na břehu Dunajského kanálu byl 1995 otevřen hudební klub Flex.

## Hospodářství a infrastruktura
- Prvním významným závodem sídlící v Rossau (Liechtensteinstraße 43) je první porcelánka z roku 1718 s ruční výrobou, kterou roku 1744 převzalo císařství a mohla expandovat. Roku 1754 v domě naproti otevřena továrna na kartoun, která 1777 také se modernizovala spřádacími stroji. Nejdůležitějším řemeslem rozvinutým v Rossau bylo na konci 18. století sedlářství a kolářství. Až do dvacátých let 20. století v Rossau a Spittelauer byl rozvoj investic do lodní dopravy, kdy koně tahali lodě proti proudu Dunaje a vznikla tak velká potřeba postrojů, sedel a lan. Také komfortní potřebou pro šlechtické paláce byla výroba sedlářská a kolářská pro jejich kočáry. To vedlo k tomu, že koncem 18. století v Rossau bylo centrum výroby kočárů. V roce 1845, v době rozkvětu tohoto řemesla pracovalo asi 30 % vídeňských sedlářů, asi 15 % kolářů. 42 % vozových zámečníků a 47 % vozových truhlářů v dnešním okrese. Zejména v současné Porzellangasse byl hojný počet kolářských podniků. Porcelánka se musela roku 1864 zavřít kvůli velké české konkurenci. Teprve roku 1923 byla v Augarten založena nová manufakturní porcelánka.
- Plynárna v Rossau byla ve Vídni první komerční plynárnou.
- Podzemní dráha se stanicí Rossau, předtím ještě v roce 1901 Vídeňská městská dráha. V městské části se nachází Latinskoamerický institut, od roku 1965 Institut pro vědeckou a kulturní výměnu s Latinskou Amerikou.

## Osobnosti
- Johann Philipp Högl (1755–1805), kamenický mistr a soudce v Rossau